# Оџинци
Оџинци су насељено мјесто у општини Козарска Дубица, Република Српска, БиХ. Према попису становништва из 1991. у насељу је живјело 110 становника.

## Становништво
| Демографија | Демографија | Демографија |
| Година      | Становника  | Становника  |
| ----------- | ----------- | ----------- |
| 1948.       | 215         |             |
| 1953.       | 210         |             |
| 1961.       | 203         |             |
| 1971.       | 206         |             |
| 1981.       | 146         |             |
| 1991.       | 110         |             |